# 讷伊勒迪安
讷伊勒迪安（法語：Neuilly-le-Dien，法語發音：[nœji lə djɛ̃]）是法国上法蘭西大區索姆省的一个市镇，属于阿布维尔区。

## 地理
讷伊勒迪安（50°13'25"N, 2°2'34"E）面积4.9 平方千米，位于法国上法蘭西大區索姆省，该省份为法国北部沿海省份，北起加来海峡省和北部省，西接滨海塞纳省和大西洋英吉利海峡，南至瓦兹省，东临埃纳省。
与讷伊勒迪安接壤的市镇（或旧市镇、城区）包括：迈松蓬蒂厄、欧克西堡、维朗库尔、盖沙尔、欧蒂河畔维斯。

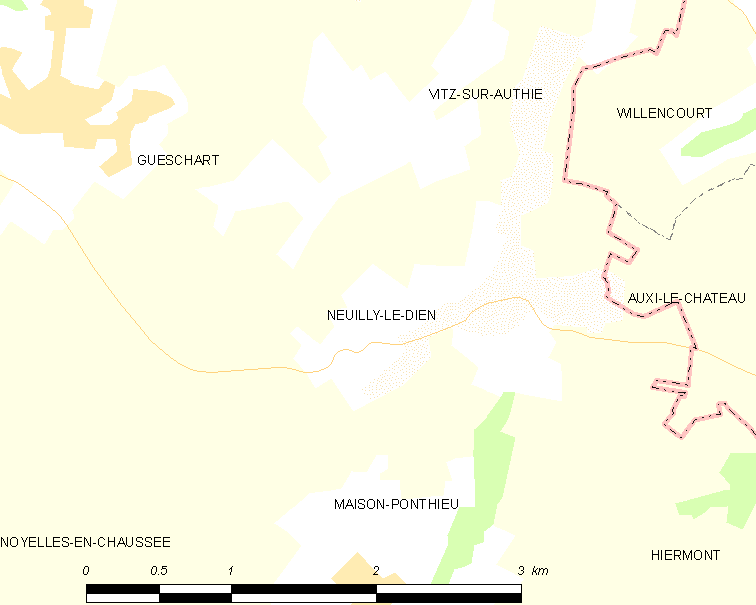
讷伊勒迪安的OSM定位图

讷伊勒迪安的时区为UTC+01:00、UTC+02:00（夏令时）。

## 行政
讷伊勒迪安的邮政编码为80150，INSEE市镇编码为80589。

## 政治
讷伊勒迪安所属的省级选区为吕镇县。

## 人口

1962-2008年间讷伊勒迪安人口变化图示

讷伊勒迪安于2022年1月1日时的人口数量为103人。